# ACOLOP
ACOLOP iniciales de Associação dos Comités Olímpicos de Língua Oficial Portuguesa (en español:Asociación de los Comités Olímpicos de Lengua Oficial Portuguesa), es una organización sin ánimo de lucro creada oficialmente el 8 de junio de 2004 en Lisboa, Portugal. Fue fundada por los Comités Olímpicos nacionales de Angola, Brasil, Cabo Verde, Timor Oriental, Guinea Bissau, Macao (República Popular China), Mozambique, Portugal y Santo Tomás y Príncipe. Guinea Ecuatorial, cuya lengua oficial es el español, participa como miembro asociado. Más tarde India (la Asociación Olímpica de Goa) y Sri Lanka fueron admitidos como miembros asociados con base en sus relaciones históricas con Portugal.  
Los PALOP se encuentran distribuidos por cuatro continentes, alcanzando un total de 250 millones de habitantes. El portugués ocupa un cuarto lugar entre las lenguas más habladas del mundo. El propósito de la asociación es el refuerzo de los lazos entre estas naciones así como la promoción de la unidad y cooperación a través del deporte.

## Miembros

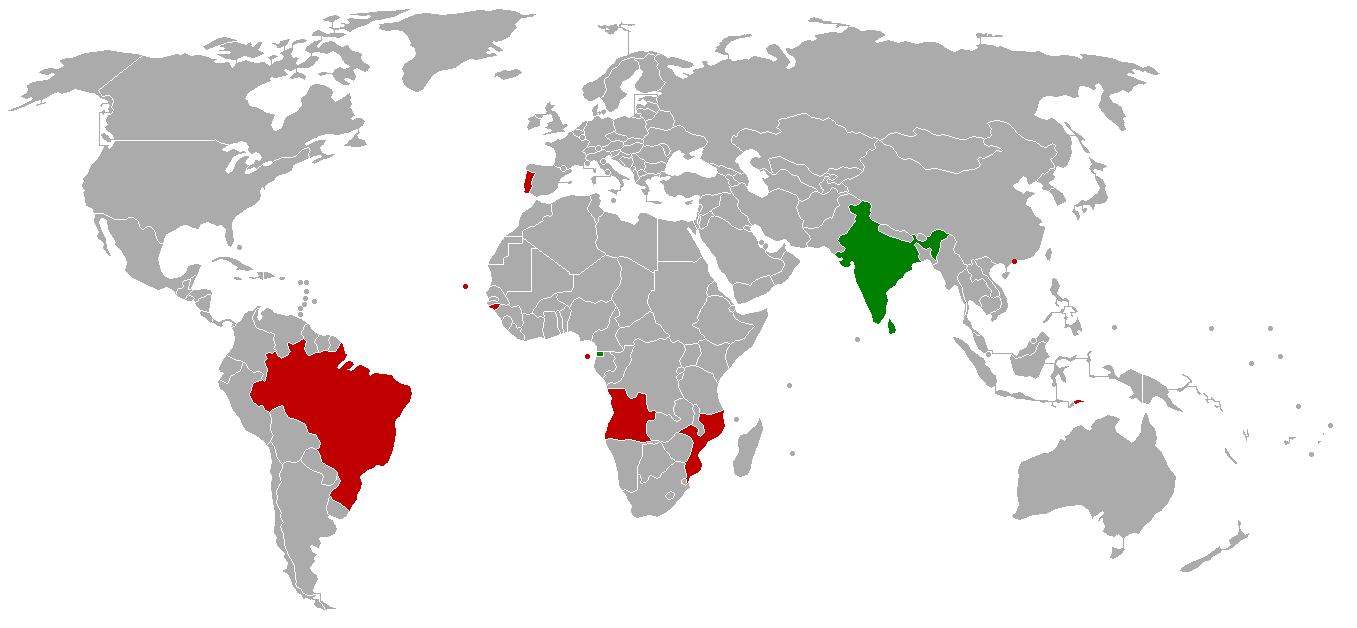
Países fundadores (en rojo) y asociados (verde) a ACOLOP.

### Miembros fundadores
Países miembros de la ACOLOP con sus respectivos comités olímpicos nacionales.
| N.º | País                  | Código | Nombre                                   |
| --- | --------------------- | ------ | ---------------------------------------- |
| 1   | Angola                | AGO    | Comité Olímpico de Angola                |
| 2   | Brasil                | BRA    | Comité Olímpico Brasileño                |
| 3   | Cabo Verde            | CPV    | Comité Olímpico de Cabo Verde            |
| 4   | Guinea-Bisáu          | GBS    | Comité Olímpico de Guinea-Bisáu          |
| 5   | Macao                 | MAC    | Comité Olímpico de Macao                 |
| 6   | Mozambique            | MOZ    | Comité Olímpico Nacional de Mozambique   |
| 7   | Portugal              | POR    | Comité Olímpico de Portugal              |
| 8   | Santo Tomé y Príncipe | POR    | Comité Olímpico de Santo Tomé y Príncipe |
| 9   | Timor Oriental        | TLS    | Comité Olímpico de Timor Oriental        |

### Miembros asociados
Con sus respectivos comités olímpicos nacionales.
| N.º | País              | Código | Nombre                               |
| --- | ----------------- | ------ | ------------------------------------ |
| 1   | Guinea Ecuatorial | GEQ    | Comité Olímpico de Guinea Ecuatorial |
| 2   | India             | IND    | Comité Olímpico de la India          |
| 3   | Sri Lanka         | SRI    | Comité Olímpico de Sri Lanka         |

- Datos: Q856232
- Multimedia: ACOLOP / Q856232